# Lars von Trier
Lars von Trier (30. travnja 1956.), danski filmski redatelj.
Povezivan s pokretom Dogme 95, iako su njegovi filmovi odražavali drukčiji pristup.
Rođen je kao Lars Trier u Kopenhagenu. Njegova obitelj prakticirala je nudizam.
Njegovi roditelji nisu djeci zadavali pravila što se odrazilo na Larsovu osobnost.
Njegov očuh je bio Židov, ali nije prakticirao vjeru. U obitelji gdje su "osjećaji, religija i užitak" bili zabranjeni, Lars je našao ispušni ventil u snimanju filmova. S 11 godina dobio je Super-8 kameru i počeo snimati filmove.
1979. upisuje Dansku filmsku školu, gdje snima filmove Nocturno, Slika oslobođenja i Zadnji detalj. Svaki od tih filmova dobio je nagradu za najbolji film na festivalu u Münchenu. Zbog toga su ga kolege u privatnoj šali prozvali nadimkom "von Trier". Von u Njemačkoj označava plemstvo, a Lars i Trier su u Danskoj uobičajena imena i prezimena.
Zadržao je von u čast Ericha von Stroheima i Josefa von Sternberga.
Sa škole diplomira 1983. Njegovi najčešći glumci su Jean Marc-Barr, Udo Kier i Stellan Skarsgard.
Do sada je režirao 11 filmova, a filmove obično zatvara u trilogije.
Zajedno s Peterom Jensenom osnovao je Zentropa Entertainment, koji je jedini mainstream filmski studio na svijetu koji je producirao tvrde porniće. Producirana su 4 naslova.
Majka mu je na samrtnoj postelji priznala da čovjek kojeg je smatrao ocem to zapravo nije. Nakon upoznavanja s pravim ocem, taj čovjek odbio je daljni kontakt. Lars je prešao na katoličanstvo, pokušavši izbrisati vezu s očuhom, i nastojeći snimiti filmove u kojima bi naglašavao poštenje.
Među njegovim fobijama najizraženija je strah od letenja. U Cannes se iz Danske dovezao automobilom.
Oženjen je, ali nema djece.